# Mörtevattnet (Rännelanda socken, Dalsland)
Mörtevattnet är en sjö i Färgelanda kommun i Dalsland och ingår i Örekilsälvens huvudavrinningsområde. Sjöns area är 0,023 kvadratkilometer och den befinner sig 150 meter över havet.